# Fokker B.II
Fokker B.II byl prototyp námořního palubního průzkumného dvouplošného létajícího člunu vzniklý v Nizozemsku v roce 1923.

## Vývoj

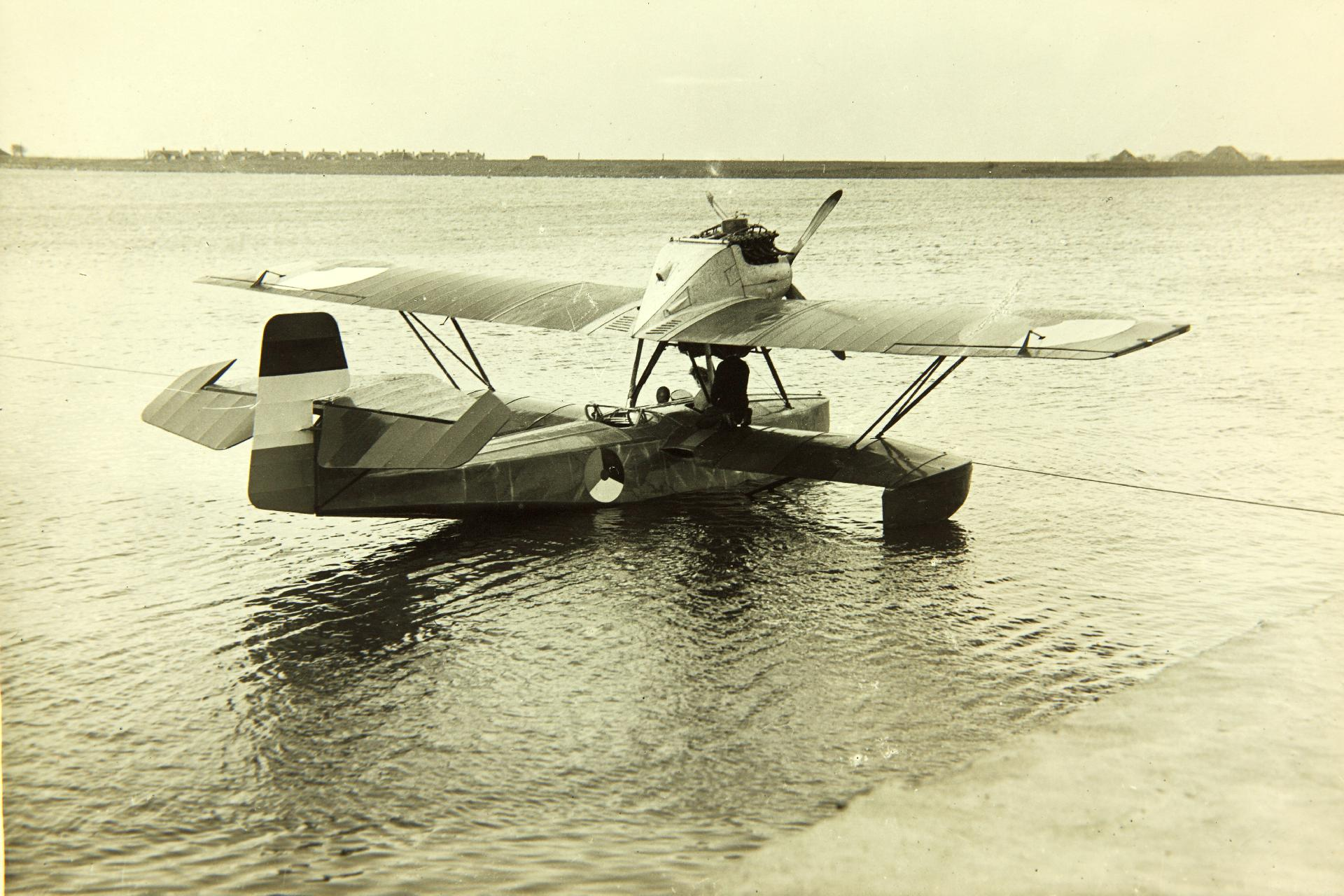
Prototyp Fokkeru B.II

Jednalo se o konvenčně řešený létající člun s duraluminovým trupem, řešený jako jedenapůlplošník (sesquiplane) s křídly vyztuženými vzpěrami ve tvaru „N“. Tažný motor instalovaný v náběžné hraně horního křídla poháněl čtyřlistou vrtuli. Otevřené kokpity osádky se nacházely v prostoru pod horním křídlem a jeden uprostřed hřbetu trupu.
Nizozemské královské námořnictvo podrobilo prototyp zkouškám, ale sériovou výrobu neobjednalo.

## Specifikace
Údaje podle

### Technické údaje
- Osádka: 3 (pilot, pozorovatel a střelec)
- Rozpětí horního křídla: 14,60 m
- Délka: 9,85 m
- Výška: 3,80 m
- Nosná plocha: 40m²
- Prázdná hmotnost: 1 300 kg
- Vzletová hmotnost: 2 100 kg
- Kapacita paliva: 470 l
- Pohonná jednotka: 1 × kapalinou chlazený dvanáctiválcový vidlicový motor Rolls-Royce Eagle XII pohánějící čtyřlistou vrtuli
- Výkon pohonné jednotky: 270 kW (360 hp)

### Výkony
- Maximální rychlost: 195 km/h (105 uzlů)
- Vytrvalost: 4 hodiny letu
- Dostup: 4 000 m
- Výstup do výšky 1 000 m: 60 minut